# Ministère de tous les talents
Ne doit pas être confondu avec Gouvernement Grenville.
Gouvernement du Royaume-Uni
Gouvernement Pitt le Jeune II Gouvernement Portland II
Le Ministère de tous les talents (en anglais : Ministry of All the Talents) est un gouvernement d'union nationale formé par William Grenville à la suite de sa nomination comme Premier ministre du Royaume-Uni le 11 février 1806, après la mort de William Pitt le Jeune. Avec le pays en guerre, Grenville aspire à constituer le gouvernement le plus solide possible et intègre des ministres de presque tous les groupes politiques, même si les partisans de Pitt, emmenés par George Canning, refusent de le rejoindre. L'entrée de Charles James Fox attise la méfiance des plus sourcilleux, comme le roi George III, longtemps très hostile à Fox, mais l'empressement du roi à laisser de côté les inimitiés du passé au nom de l'unité nationale encourage de nombreuses personnalités à entrer dans ce gouvernement ou à le soutenir. En définitive, le gouvernement représente une coalition de trois partis, les partisans de Grenville, de Fox et de Sidmouth, même s'il peut être considéré, rétrospectivement, essentiellement comme un gouvernement Whig, le seul qu'ait connu le Royaume-Uni entre 1783 et 1827.
Le Ministère de tous les talents connaît de médiocres succès, ne parvenant pas à signer la paix avec la France. Néanmoins, il a aboli le commerce des esclaves au Royaume-Uni en 1807, avant de chuter sur la question de l'émancipation des Catholiques.
Lui a succédé le second ministère Portland, dirigé par le duc de Portland.

## Membres du Cabinet, février 1806 – mars 1807
- William Grenville — Premier Lord au Trésor et leader de la Chambre des lords
- Charles James Fox — Secrétaire d'État aux Affaires étrangères et leader de la Chambre des Communes
- Thomas Erskine — lord chancelier
- William Fitzwilliam — Lord président du Conseil
- Henry Addington — Lord du Sceau privé
- George Spencer — Secrétaire d'État à l'Intérieur
- William Windham — Secrétaire d'État à la Guerre et aux Colonies
- Charles Grey — Premier Lord de l'Amirauté
- Henry Petty-Fitzmaurice — Chancelier de l'Échiquier
- Francis Rawdon-Hastings — Maître-général de l'Artillerie
- Edward Law — Président de la Haute Cour d'Angleterre
- John McMahon — Storekeeper of the Ordnance

### Changements
- Septembre 1806 — À la mort de Fox, Lord Howick lui succède aux Affaires étrangères et comme leader de la Chambre des communes. Thomas Grenville succède à Howick à l'Amirauté. Lord Fitzwilliam devient ministre sans portefeuille, et Lord Sidmouth lui succède comme Lord Président. Lord Holland succède à Sidmouth comme Lord Privy Seal.

## Source
- (en) Cet article est partiellement ou en totalité issu de l’article de Wikipédia en anglais intitulé « Ministry of All the Talents » (voir la liste des auteurs).
- (en) A. D. Harvey, « The Ministry of All the Talents : The Whigs in Office, February 1806 to March 1807 », The Historical Journal, vol. 15, no 4,‎ décembre 1972, p. 619-648 (DOI 10.1017/S0018246X00003484).